# Falkenstein/Vogtl.
Falkenstein/Vogtl. település Németországban, azon belül Szászország tartományban. Lakosainak száma 7654 fő (2023. december 31.).

## Fekvése
Plauentől keletre fekvő település.

## Története
A Grünbach északi szomszédságában fekvő négyes városcsoport legdélebbre eső tagja a 15 ezer körüli lakosú Falkenstein, melynek eredete 1260-ig nyúlik vissza, 1463-ban kapott városjogot.
Falkenstein 1859-ben teljesen leégett, ezután házait szabályosan sakktábla szerűen építették fel.

## Galéria

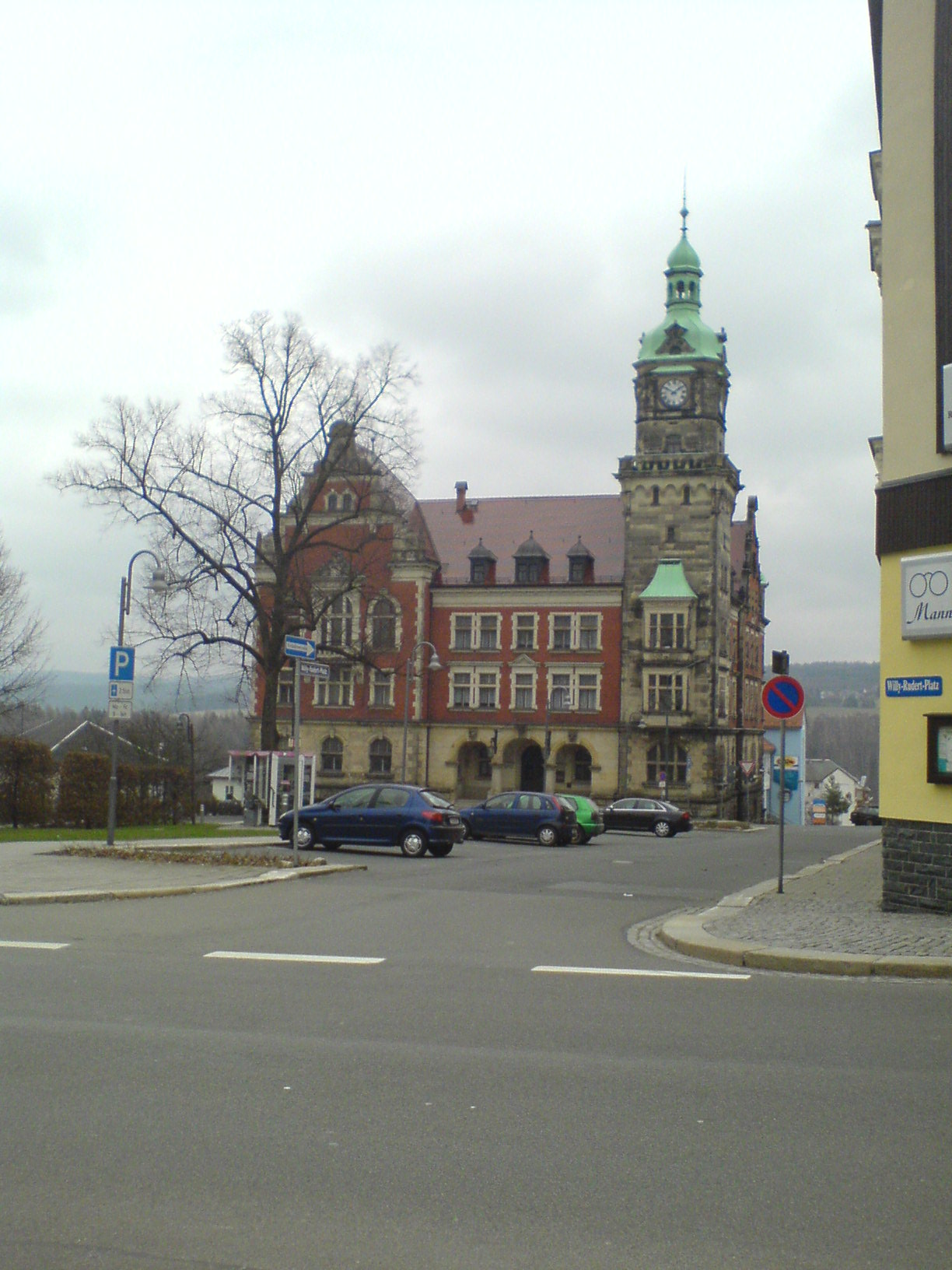
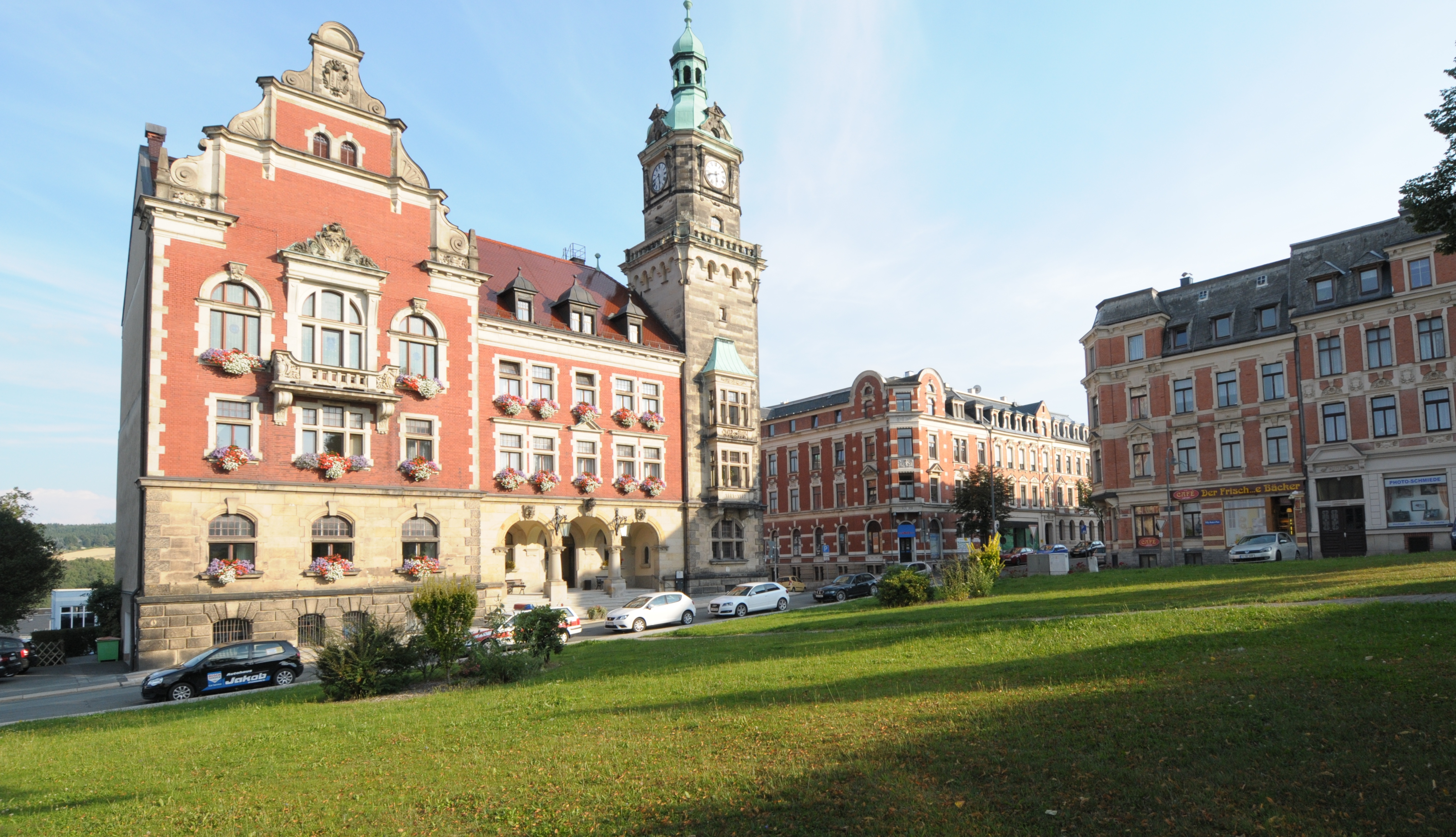
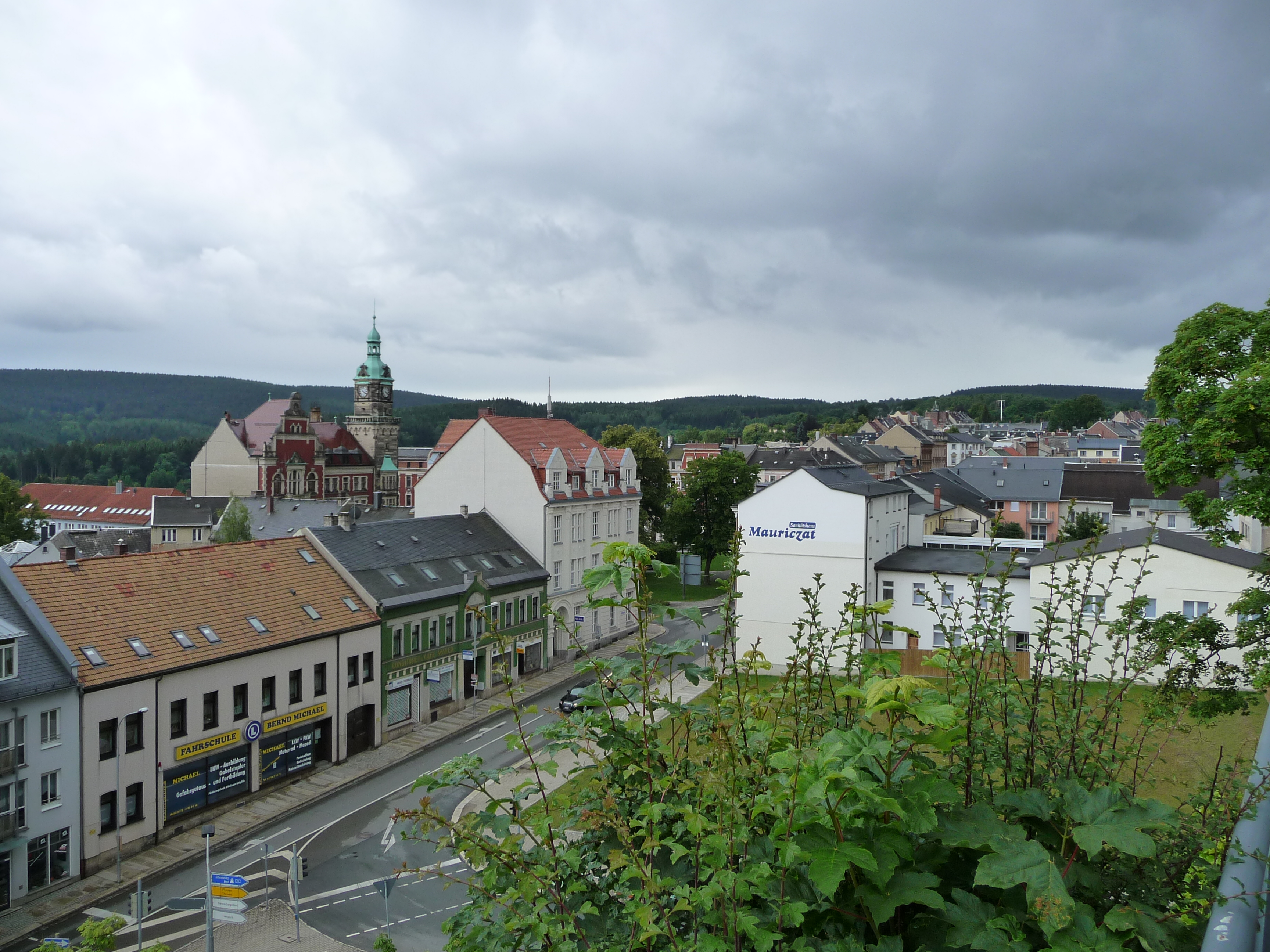
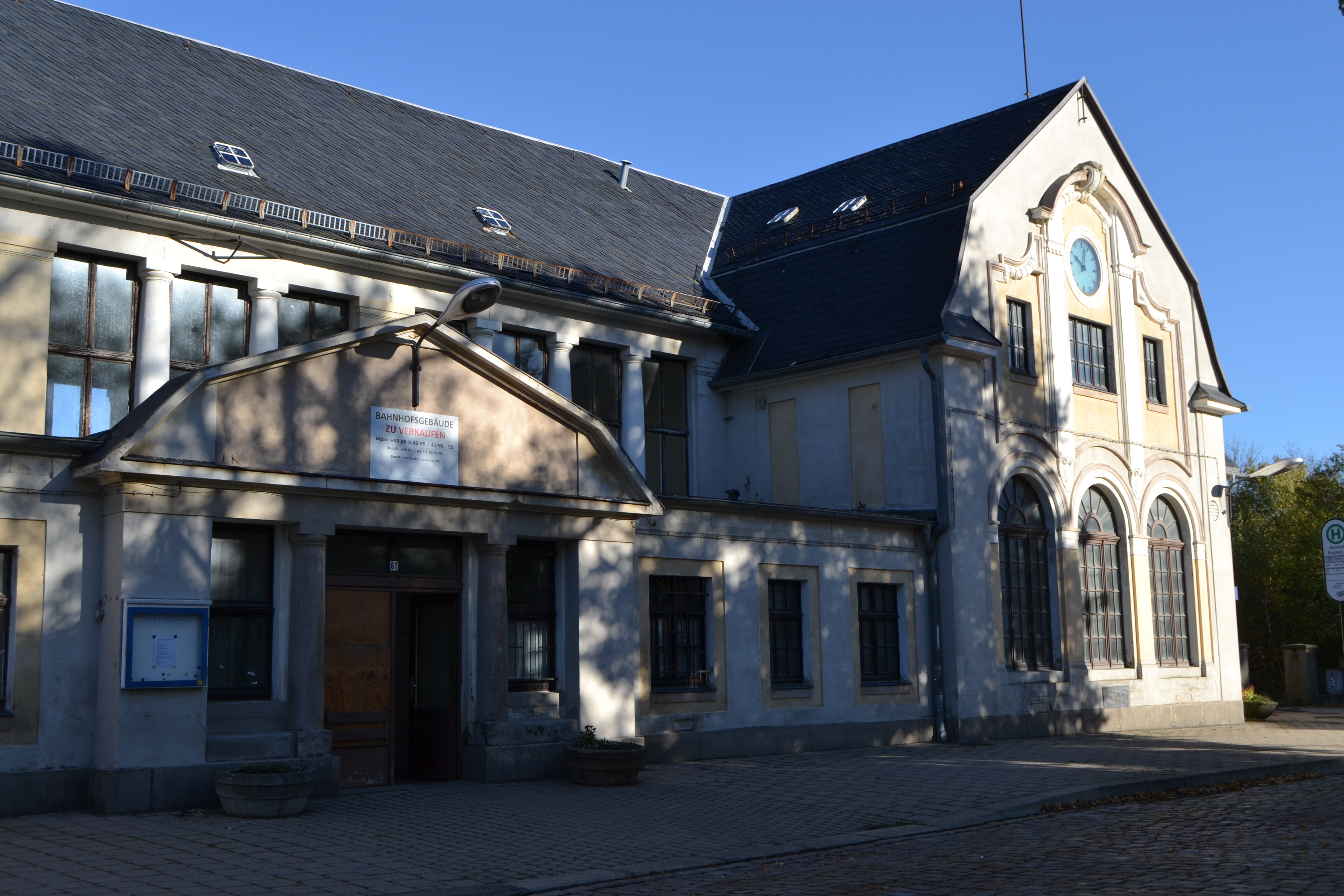
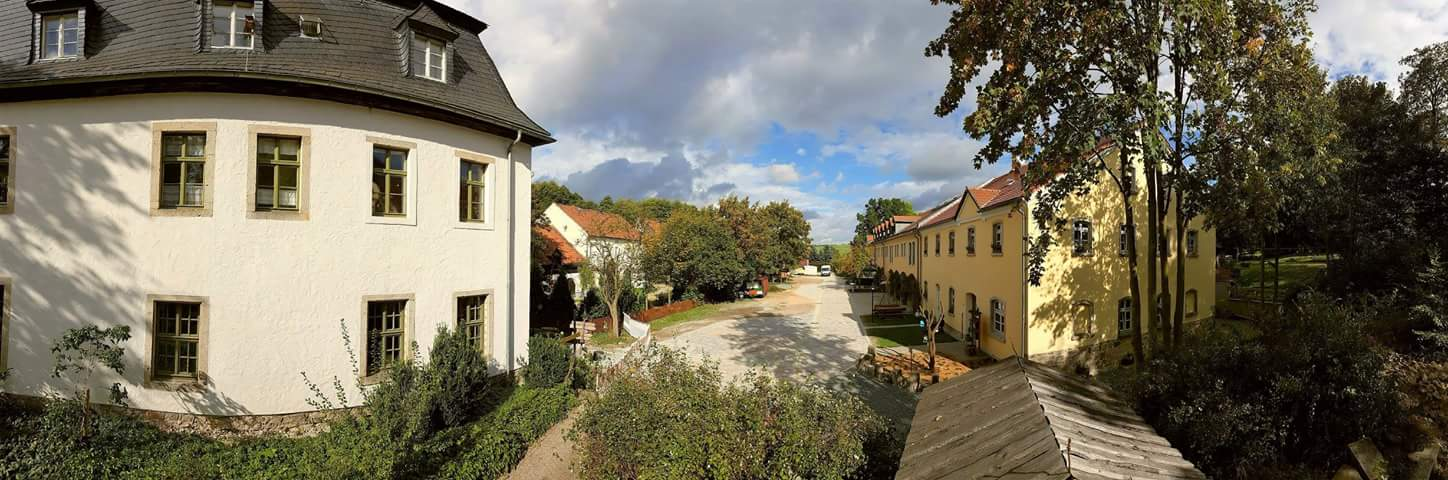

## Népesség
A település népességének változása:
| Lakosok száma | 8359 | 8136 | 8061 | 7748 | 7692 | 7654 |
|               | 2013 | 2017 | 2019 | 2021 | 2022 | 2023 |